# Mark Alexander Dimond “Markolino”
Mark Alexander Dimond, (Estados Unidos 1950-1986), también conocido como Markolino fue un músico y compositor estadounidense vinculado al jazz latino, la salsa, el rock y R&B. Apreciado por su destreza y creatividad con el piano, trabajó desde mediados de los años 60 con reconocidos artistas como Willie Colón, Héctor Lavoe y Ángel Canales entre otros. Nació en el año 1950 en Filadelfia pero creció en  Lower East Side, Nueva York. El consumo de heroína afectó negativamente su salud y falleció a los 36 años en Oakland, California. Aunque breve, su trayectoria dejó temas de culto entre los aficionados a géneros como la salsa y el jazz latino, tales como “Guajirón” (1968), “The Hustler” (1968), “Te están buscando” (1969), “Mi Debilidad” (1974), “El Todopoderoso” (1975), “Rompe Saraguey” (1975), “Por qué adoré” (1975), “Los salseros de acero” (1976) y sus discos Brujería (1971) y  Beethoven’s V (1975).

## Biografía

### Primeros años
Mark Alexander Dimond o simplemente “Markolino” como fue bautizado por sus amigos nació en Filadelfia y creció en Lower East Side, al sureste de la Gran Manzana junto con su madre y su hermana mayor. Su madre era trabajadora social del New York City Welfare Department, y su hermana estudiante universitaria. Según contaba a sus amigos su padre era de origen cubano y de apellido Dimond, aunque ninguno de sus compañeros lo conoció.
Estudió música de niño, sabía leer y escribir partituras, pero sus biógrafos aseguran que fue básicamente un autodidacta. Afirman que una vez que escuchaba un tema o interpretaba su partitura se lo aprendía para siempre.

### Inicios profesionales
Desde adolescente le gustaron las drogas, principalmente la heroína. Cuando se trataba de drogas, Markolino no podía controlarse. Así lo contó Andy Harlow, flautista y director del sexteto en el que desde 1966 Mark comenzó a tocar el piano gracias a la gestión de su amigo y vecino, también músico, Ismael Miranda. Los contactos tuvieron lugar en el club “3 en 1” de Brooklyn donde tocaban los hermanos Andy y Larry Harlow (pianista). Ismael Miranda se presentó a Harlow como cantante, percusionista (maracas y tumbadoras), además de escritor de canciones y a su amigo Mark Dimond como pianista. En ese momento Ismael tenía 17 años, Mark 16 y Andy Harlow 20.
También Ismael Miranda fue el gestor del primer bolo (gig) solista de Mark Dimond. Tuvo lugar ese mismo año en el JJ Club de la calle 80 de Broadway. Poco tiempo después los amigos se separan. Ismael se fue con la orquesta del timbalero Joey Pastrana mientras que Mark se integró como pianista en la de Willie Colón y Héctor Lavoe. Así comenzó Markolino a desarrollar su talento profesionalmente.

### Pianista de Willie Colón
En 1968 con la orquesta de Willie Colón tuvo su primera gran experiencia en estudios. Participó de la grabación del disco The Hustler, donde demostró toda su genialidad con el piano. De ese trabajo, los críticos destacaron su participación en el tema que le dio nombre al disco y en la canción “Guajirón”, una guajira donde Markolino construye un montuno a contracorriente con el bajo y además hace un solo, aún hoy clásico entre los pianistas de salsa.

### Drogas
Pero además de ser un gran pianista, también fue un adicto que generaba problemas a la banda. La adicción fomentó una actitud irresponsable del artista manifestada en su constante impuntualidad, además de problemas con el manejo del dinero.
Para el segundo disco de Willie Colón, Guisando: Doing a Job de 1969, Markolino compone un tema donde logra, aunque con cierta ingenuidad, asumir su adicción. Según los críticos la canción es agria y oscura por su sonoridad, se tituló “Te están buscando”:
Te están buscando ya, la policía
Te están buscando ya, la policía.

Te lo dije Markolino
que tuvieras más cuidao
la jara te anda buscando
tú estás guisao.

Siempre andando con bolitas
un día te iban a agarrar
te lo dije Markolino
que tuvieras más cuidao.

Te lo dije Markolino
que tuvieras más cuidao.
la jara te anda buscando,
tu estás guisao

Siempre con el mismo cuento
nunca quieres trabajar
te lo dije Fu Man-Chú
esconde el papel de bambú.

Coro:
Ahí viene la jara y mira donde va.
Markolino hace referencia a su problemas con la policía (la jara) por la tenencia de estupefacientes. Se declara un “fumanchú”, un fumador de tabaco y marihuana en cigarrillos de papel de bambú (bambu rolling paper, comúnmente utilizado entre consumidores).
A pesar de su talento, Markolino fue despedido de la orquesta de Willie Colón. Se atribuye la decisión al mánager Richie Bonilla, quien sin desconocer su valía, cuando asumió la dirección comercial del grupo en la década de 1970, decidió dar de baja a los drogadictos. Así, Markolino no fue el pianista de Cosa Nuestra, el nuevo disco de la orquesta editado en 1971.

### Brujería
Conjunto Sabor se llamó la orquesta que formó Markolino tras salir de la banda de Willie Colón. En 1971 grabó su primer disco, Brujería que contó con la participación del entonces debutante cantor Ángel Canales. El disco cuenta con ocho temas compuestos y arreglados por Dimond, y es considerado uno de los mejores álbumes del género llamado salsa dura. Pero la adicción de Markolino se interpuso de nuevo y provocó que sus compañeros decidieran prescindir de su talento. El conjunto Sabor continuó desde entonces bajo el liderazgo de Canales.
Años después, en 1977, Brujería fue reeditado cuando Ángel Canales ya gozaba de prestigio en el ambiente salsero por su particular estilo de cantar. En esta reedición se cambió la carátula y el título, Ángel Canales: Más Sabor, donde Markolino sólo recibe crédito como compositor.

### Músico itinerante
Fuera ya de su propio grupo, Conjunto Sabor, Markolino recibió una oferta en 1972 para trabajar de manera itinerante para la Orquesta Dicupé, fundada por Froilán “Freddy” Dicupé y Edil Alfonso Dicupé, hermanos trompetistas de origen puertorriqueño. Debía sustituir al pianista Luis Esquilín.  Según contó el bongoncero de la mencionada orquesta, Mario Librán: “Markolino tocó mucho con nosotros pero era un problema porque siempre llegaba tarde. En esa época tocaron muchos, pero Markolino fue el que más tiempo se quedó”.
Tal vez por estos problemas, una vez más, a pesar de su talento Dimond no fue incluido en el plantel de músicos que grabó en 1974 Aquí llegamos,  segundo LP de la Orquesta Dicupé. Esa grabación estuvo dirigida por un viejo conocido de Markolino, Larry Harlow codirector del sexteto donde se inició. También, entre otros, participó como músico invitado su gran amigo de la infancia Ismael Miranda.
Sin embargo en ese mismo año, Markolino fue contratado para grabar el piano en el primer disco como solista de Héctor Lavoe. Editado finalmente en 1975 y bajo el título La Voz, el disco abre con “El Todopoderoso”, un tema lleno de vitalidad donde Dimond una vez más muestra toda su genialidad como pianista. El LP incluirá otro éxito musical y tema de culto para los seguidores del género donde Markolino juega un papel magistral en su construcción: “Rompe Saraguey”.
También en 1974 fue contratado por el sello Fania Records para algunos trabajos. Entre ellos el primer disco como solista de Ismael Quintana en el que graba un par de temas, de los cuales destacó “Mi debilidad”, donde Dimond graba un solo imponente. A través de esta nueva relación musical participó esporádicamente como pianista de la Fania All-Stars de Jerry Massucci y Johnny Pacheco. Lo hizo en ocasiones en que Larry Harlow, tecladista titular, no estaba disponible. Así continuó durante un tiempo hasta que la orquesta contrató al pianista Papo Lucca, quien ejerció de forma regular en la banda.

### Beethoven’s V
En 1975, Markolino emprenderá un nuevo proyecto con la formación de una banda reunida y por él liderada, la última con la que grabó un disco propio. Beethoven’s V, producido por Larry Harlow, se convirtió en un álbum de culto, tal vez el más importante de su carrera para algunos críticos. Se le atribuyó al trabajo una química explosiva gracias a la combinación de músicos de origen latino para la sección rítmica y anglosajones (a excepción de Reinaldo Jorge) para los metales.
De este disco,  el tema “Por qué adoré”, compuesto por Tite Curet, y cantado por Chivirico Dávila, se convirtió en objeto de culto por parte de sus seguidores.

### The Alexander Review
También en 1975, Dimond emprende un proyecto personal de rock y R&B llamado The Alexander Review donde toca los teclados y canta. En este proyecto participaron Eddie “Guagua” Rivera, Ray Maldonado, Tom Malone y Barry Rogers, entre otros. El disco no fue bien recibido por la crítica. Aparentemente esa experiencia negativa lo afectó mucho y contribuyó definitivamente a su distanciamiento de los estudios de grabación.

### Últimos trabajos
En 1976 reaparece brevemente en los estudios, solo para participar en proyectos de dos de sus amigos. En Latin Fever de Andy Harlow, arregla y toca el piano en “Las mujeres”. Nuevamente deslumbra con un solo en lo que es el mejor tema del disco. En “Los salseros de acero” de Frankie Dante y la Flamboyán, Dimond tiene una lamentable participación tocando sintetizadores, muy distante de lo que habían sido sus trabajos anteriores.
A partir de ese año, Markolino se desvanece del ambiente musical. Nueve largos años se mantiene desaparecido, alejado de los estudios y de la música. Ni sus colegas, ni sus amigos más cercanos conocían de su paradero. Andy Harlow, que en 1985 estaba viviendo en Miami, comentó que recibió a Markolino una tarde en su jardín. Señaló que Mark vestía de forma andrajosa. En esa visita, un tanto dramática en el recuerdo de Harlow, Mark le comentó que estaba en la quiebra, que vivía con una mujer en un motel y que necesitaba dinero. Andy Harlow le prestó ayuda económica a su viejo amigo y le entregó un pequeño piano eléctrico. Además le solicitó que hiciera los arreglos de su nuevo proyecto Miami Sessions que estaba preparando con su hermano Larry. Dimond regresó al tiempo con los arreglos del disco para grabar. En el tocó todos los temas excepto “Philadelphia Mambo” grabado al piano por Larry Harlow. Hecho su trabajo, cobró el dinero y marchó. Los hermanos Harlow no lo volvieron a ver. Tres temas de ese disco registran los solos de despedida de la carrera de Markolino: “Decide tú”, “Nadie da nada” y “Mortifica”. En algunas frases se oyen citas a solos anteriores, como si sintiera que el final estaba cerca.

### Final
Un año después, Andy Harlow recibió una llamada de la madre de Dimond, ahora retirada y viviendo en Augusta, Georgia. Markolino había muerto en Oakland, donde finalmente se había reencontrado con su padre cubano. Tras grabar el disco con los Harlow había conseguido un trabajo como vendedor de pianos en un centro comercial. Había logrado componer su vida, pero un día colapsó en la tienda a causa de una sífilis cerebral no diagnosticada que, seguramente, estaría padeciendo durante años a consecuencia de la heroína.
Según Andy Harlow, mucha gente trató de ayudar a Markolino a lo largo de su vida. Principalmente señaló a la madre del músico y sus amigos. Incluso lo intentó Jerry Massucci, fundador y director del sello Fania Records. Pero el destino de Dimond ya estaba escrito. Mark Alexander Dimond murió a los 36 años de edad, como consecuencia de su adicción a la heroína.

## Discografía
Además de múltiples participaciones como pianista en trabajos para varias orquestas, Mark Alexander Dimond, “Markolino”, grabó tres discos con bandas propias y siete simples: (2)

### Álbumes
| Título               | Orquesta                         | Sello         | Año  |
| -------------------- | -------------------------------- | ------------- | ---- |
| Brujería             | Conjunto Sabor                   | Vaya Records  | 1971 |
| Beethoven’s V        | Frankie Dante & Markolino Dimond | Cotique       | 1975 |
| The Alexander Review | Mark Alexander                   | Fania Records | 1975 |

### Simples
| Título                                | Sello        | Serie  | Año  |
| ------------------------------------- | ------------ | ------ | ---- |
| Brujería / Tienes Sabor               | Vaya Records | V-5002 | 1971 |
| Por Que Adore / Maraquero             | Cotique      | C-276  | 1975 |
| Los Rumberos / El Quinto De Beethoven | Cotique      | C-269  | 1975 |
| A Change Had Better Come / Sad Slim   | Vaya Records | V-5075 | 1975 |
| Yo No Tengo Amigo / Camarones         | Cotique      | 1461   |      |
| El Barrio / Mi Irmita                 | Cotique      | V-5007 |      |